# Всховский повет
Всховский повят (пол. Powiat wschowski)  —  повят (район) в Польше, входит как административная единица в Любушское воеводство. Центр повята  —  город Всхова. Занимает площадь 624,82 км². Население — 39 297 человек (на 31 декабря 2015 года).

## Административное деление
- города: Слава, Шлихтынгова, Всхова
- городско-сельские гмины: Гмина Слава, Гмина Шлихтынгова, Гмина Всхова

## Демография
Население повята дано на 31 декабря 2015 года.
| Перепись            | Всего | Мужчины | Женщины |
| ------------------- | ----- | ------- | ------- |
| Всего               | 39297 | 19431   | 19866   |
| Городское население | 19841 | 9584    | 10257   |
| Сельское население  | 19456 | 9847    | 9609    |